# Spresiano
Spresiano (IPA: /spreˈzjano/; Sprezian in veneto, IPA: /spreˈzjaŋ/) è un comune italiano di 12 391 abitanti della provincia di Treviso in Veneto.
Oltre al capoluogo comunale, comprende le popolose frazioni di Lovadina e Visnadello.

## Geografia fisica
Il territorio comunale si trova al centro della pianura trevigiana ed è intersecato nella zona nord-orientale dal Piave che, uscito dalla stretta di Nervesa della Battaglia, allarga il suo alveo nel conoide di deiezione. Confinano col fiume il capoluogo e la frazione di Lovadina; più a sud, la frazione di Visnadello (attraversata dall'antico canale della Piavesella di Nervesa) tocca il Comune di Villorba, unendosi, tramite la strada statale 13 Pontebbana, alla periferia industriale del capoluogo della Marca.

## Origini del nome
Spresiano è l'ager supercilianus sulla riva destra del Piave o, più verosimilmente, il vicus precilianus ("campo, podere di Precilio"), nome che ricorda le origini romane non solo negli affiorati reperti archeologici (il termen, cippo di confine presso il sedime della Claudia Augusta Altinate, reperti fittili presso il Piave, manufatti e corredo funerario emerso nell'area comunale), ma anche nel suo nucleo primitivo, il borgo Calessani (da calles, "strade"), dislocato più a nord-est dell'attuale abitato, in prossimità della ricordata arteria imperiale condotta fra il 15 a.C. e il 47 d.C. da Altino al Danubio.
Diversa ancora, l'origine di Visnadello, anticamente denominato "Campo Rusio" dai barbari Rugi o forse legato alla storia dei nobili trevigiani Vicinatelli, ma più chiaramente indicante nella sua etimologia la pratica medievale della vicinia (vicinatus, visnà), cioè l'adunanza dei capifamiglia del villaggio.

## Storia
Villaggio rivierasco, guardò alla ricorrente irruenza delle acque come a una calamità incombente sui magri raccolti di una terra alluvionale, sinché le poderose arginature (intraprese sin dall'epoca comunale e proseguite dalla Repubblica di Venezia) insieme a più razionali sistemi d'irrigazione (la Piavesella, il canale della Vittoria), non vi migliorarono l'economia e le condizioni di vita.
Esigui sfruttamenti a carattere paschivo-prativo, la fluitazione del legname condotto in zattere dai boschi del Cadore e del vicino Montello sino al mare, il sasso da calce offerto dal greto plavense con le connesse attività dei trasporti e delle fornaci, l'artigianato del vimine e del bottame furono le modeste varianti che scandirono gli aspetti secolari di una economia di sussistenza, legata alle povere risorse di una zona oggi peraltro sopravvissuta come habitat ecologico e naturalistico (il Parco Grave).

### Medioevo
Luogo strategico e passaggio obbligato per il guado sul fiume e il raccordo conseguente fra il Trevigiano, il Coneglianese, il Friuli e l'Oltralpe, il territorio di Spresiano vide nei secoli una sequela di scorrerie e di invasioni; al passo di Lovadina, nella primavera del 569, secondo il racconto di Paolo Diacono, sarebbe anzi avvenuto l'incontro del condottiero longobardo Alboino, sceso dalle Alpi Giulie, con Felice vescovo di Treviso, che seppe muoverlo a pietà risparmiando il saccheggio alle proprietà della chiesa diocesana. Da sempre fu terra di transiti e di confine; lo testimonia l'erezione del monastero di Santa Maria del Piave (o "del Talpon"), per concorde volontà di trevigiani e cenedesi, che vi aggiunsero un ospizio per i pellegrini diretti ai luoghi santi lungo la via Hungarica, od Ongaresca (così denominata dalle reiterate incursioni degli Ungari, e localmente "Cal Trevisana").
In realtà, fu Lovadina (Lupatina, Lwadine) il primitivo e più importante agglomerato della zona, già tappa militare sugli itinerari delle legioni imperiali, poi corte di Berengario e Adalberto re d'Italia, da questi donata nel 958 a Rambaldo di Collalto.
La prima cappella intitolata ai santi Filippo e Giacomo si trova sin dal 1021 assegnata da Enrico I di Germania all'abbazia veronese di San Zeno, con altre sei chiese trevigiane, per passare poi, in pieno Trecento, ai Cavalieri Gerosolimitani di Venezia (1588) e, infine, sotto la giurisdizione della Commenda Corner di San Gaetano di Treviso e della patrizia famiglia veneta dei Mocenigo. Il modesto centro, sempre ecclesiasticamente compreso nella pieve di Povegliano, ma — come Spresiano e Lovadina — causa di vertenze fra i patroni e l'ordinario diocesano, venne attraversato nel Quattrocento dal canale della Piavesella, lungo il quale si esercitarono attività legate a mulini, magli e cartiere, lontano preludio dei più cospicui insediamenti industriali (lanifici) che attualmente lo caratterizzano.
Sotto le differenti vicende ecclesiastiche, la realtà storica dei tre centri si accomuna per carestie, miseria ed epidemie intercalate da passaggi di genti in arme. Devastati dai padovani, questi villaggi subirono le lotte degli Ezzelini e dei Carraresi contro i trevigiani, e le spaventose incursioni degli Ungari. Il dominio veneziano vi insediò poi la nuova aristocrazia terriera lagunare.

### XIX secolo
Agli inizi dell'Ottocento una nuova strada militare, voluta da Napoleone per puntare decisamente al cuore dell'Austria, la Pontebbana, rivoluzionerà la millenaria viabilità consolidata all'interno del territorio; la ferrovia e l'industrializzazione daranno al capoluogo, sull'ultimo scorcio del secolo, la fisionomia attiva e moderna che ne costituisce la storia più recente.
Dalle invasioni francesi (non va dimenticata la battaglia del 1809, combattuta e vinta sul Piave dal viceré Eugenio di Beauharnais contro gli Austriaci) alla dominazione asburgica, attraverso il considerevole contributo del Comune alle lotte del Risorgimento (diversi concittadini parteciparono infatti alla strenua difesa di Venezia e alle campagne per l'indipendenza), traffici e commerci locali vennero esercitandosi lungo la nuova "Strada maestra d'Italia", dotata di servizio postale, che col ponte della Priula tolse importanza al più antico passo sul Piave, interessando particolarmente villaggi come Visnadello e Spresiano, che vi si trovarono allineati.
Sviluppo socioeconomico e considerevole incremento demografico accompagnarono, sul finire dell'Ottocento, il prestigioso primato di Spresiano nell'industria del legno e nelle connesse attività sociali intorno allo Stabilimento Lazzaris. Un'industria allora d'avanguardia in Italia, che alla vigilia del primo conflitto mondiale giunse a occupare localmente quasi un migliaio di addetti.
Dalla coscienza operaia, concreti impegni: cooperative di consumo, società di mutuo soccorso fra dipendenti, edificazioni di quartieri popolari a riscatto e, perla di questa intraprendenza, il Patronato Operai Lazzaris, affidato ai padri Giuseppini del Murialdo, finalizzato alla formazione morale e civile e all'avviamento al lavoro della gioventù spresianese.

### XX secolo
Il territorio di Spresiano fu duramente colpito dagli eventi bellici della prima guerra mondiale: per effetto della battaglia del solstizio la popolazione fu costretta prima ad evacuare l'abitato e poi a preoccuparsi della sua ricostruzione. Solo dopo la seconda guerra mondiale il comune ha sviluppato una spiccata vocazione industriale, che non si limita al tradizionale settore del mobile-arredamento.

### Simboli
Lo stemma è stato concesso con regio decreto del 18 aprile 1929.
Il gonfalone, concesso con regio decreto del 28 gennaio 1932, è un drappo partito di bianco e di nero.

Con decreto del Presidente della Repubblica del 30 gennaio 2025 è stata concessa la bandiera municipale.

## Monumenti e luoghi d'interesse

### Spresiano

#### Chiesa arcipretale

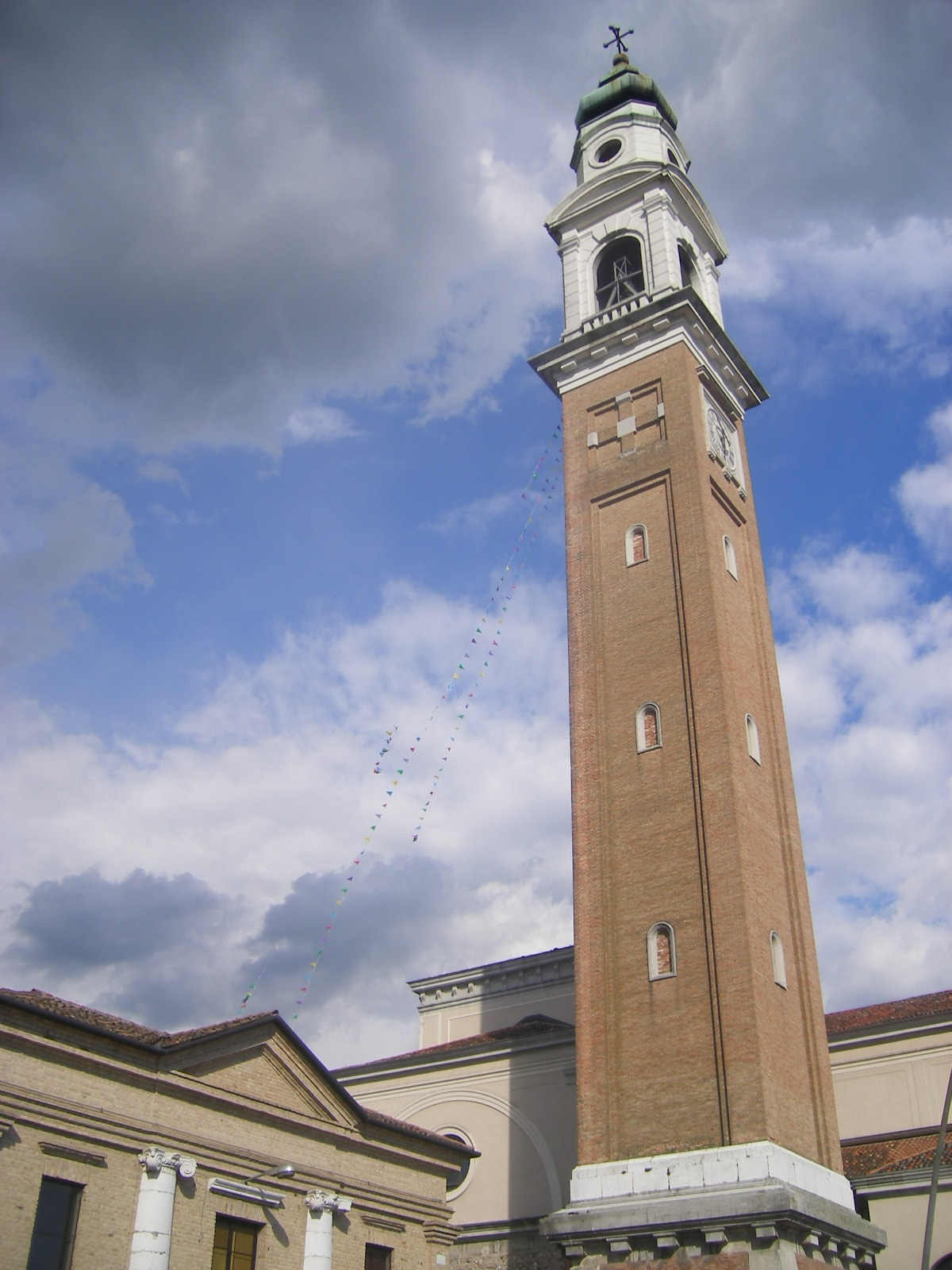
Il campanile

Le operazioni belliche della resistenza sul Piave (1917-18) la sconvolsero appena consacrata nel 1911, dopo radicali lavori, distruggendo il campanile adibito a osservatorio. Il nuovo complesso sorto sulle macerie datato 1925, con l'indennizzo dello Stato e il disegno dell'architetto Lorenzo Rinaldo, è sempre in stile rinascimentale e conserva le opere artistiche superstiti, come due quadretti attribuiti al Pordenone (XVI secolo), già incorporati nel distrutto coevo altar maggiore, ricco di sculture lignee; le pale ottocentesche della Vergine del Rosario (L. Gavagnin), di Sant'Antonio (G.A. De Lorenzi), e del Crocifisso (L. Querena).

#### Villa Giustiniani-Recanati
Testimonianza di architettura lasciata, a partire dal Cinquecento, dalla penetrazione veneziana in terraferma. Eretta sul finire del secolo XVI, e appartenuta anche ai Dolfin, dalle semplici linee secentesche bene inserite nel vasto parco circostante (parte del quale oggi è stato riattivato con destinazione pubblica), dove natura e arte si fondono attorno alla cappella, alla grotta e al laghetto artificiale. Simbolo delle facoltà fondiarie dei Conti, consolidate in una commenda amministrata, dopo l'estinzione della dinastia, dall'Ordine Militare di Malta, il complesso appare ancora suggestivo, nonostante le stigmate del tempo e dell'abbandono, costituendo uno degli angoli più caratteristici della vecchia Spresiano. Gioiello architettonico è poi l'annesso oratorio, rifatto nel primo Ottocento da Antonio Diedo, con pala di Pietro Della Vecchia (1644), rappresentante la Vergine del Carmine la cui solennità richiama, ogni 16 luglio, l'antica "sagretta" nel vicino colmello Cesolle.

### Frazioni del comune

#### Visnadello
- Chiesa Sebbene lesionata e profanata nelle medesime contingenze, sfuggì a peggior rovina, subendo però nel 1921 lavori di ampliamento e di totale trasformazione. La facciata, prima volta a oriente, si allineò sulla Pontebbana e le linee classiche cedettero al gusto romanico, secondo il progetto dell'architetto Rupolo, con decorazioni interne, mosaici e vetrate dei trevigiani Mario Botter, De Tuoni e Dinetto. Perduta nella guerra la pala dei Titolari attribuita a Palma il Giovane, vi si conserva il simulacro marmoreo barocco di Sant'Antonio da Padova, proveniente dall'oratorio Gritti, e rimane - restaurato - il grazioso campanile settecentesco di Francesco Zambon.
- Villa Gritti (poi Sartori-Corsi) altro cenno della architettura veneziana. Risale al secolo XVII, a tre piani e coronamento a timpano, completata un tempo da due barchesse e dalla cappella gentilizia. Al centro del paese, venne affiancata nel 1767 da alcuni porticati a esedra destinati al mercato settimanale del giovedì, istituito presso la Piavesella, con assenso dogale, da Giovanni e Alessandro Gritti; mercato fra i più rinomati della provincia, tuttora frequentato. I caratteristici fabbricati (oggi rifatti) attorno ai quali si animava la vita del piccolo centro trovarono suggestiva descrizione in un poemetto arcadico di Neralbo Melanteo, ospite letterario della villeggiatura dei Gritti.

#### Lovadina
Analoga, dolorosa cronaca di devastazioni e ricostruzioni va segnalata anche per questo piccolo borgo. Le granate che nel maggio 1918 sconvolsero questo borgo a ridosso del Piave, ne atterrarono il campanile e lesionarono la chiesa con l'irreparabile perdita del soffitto di Noè Bordignon (1892). Resta comunque il centro più antico e relativamente meglio conservato del Comune, con i suoi valori urbanistico-architettonici del passato. E non solo negli esempi "dotti", fra cui:
- il cinquecentesco Palazzo Bove (ora Maura)
- la Villa, già asilo parrocchiale
- le enigmatiche e solitarie barchesse superstiti di Ca' Ballarin
- i complessi padronali (Case Bisello, Case Girardi, Palazzo Rosso)
- i capitelli e gli oratori (notevole il Sacello di San Bartolomeo, in Borgo Sasso)
- tutta una più significativa gamma di architettura campestre fatta di poche cose: il sasso, i muretti rustici, gli intonaci grezzi; tratti spontanei spesso sommati in esiti pregevoli.

## Società

### Evoluzione demografica
Abitanti censiti

### Etnie e minoranze straniere
Al 31 dicembre 2023 gli stranieri residenti nel comune erano 1 543, ovvero il 12,5% della popolazione. Di seguito sono riportati i gruppi più consistenti:
1. Romania 359
2. Marocco 224
3. Cina 174
4. Albania 132
5. Kosovo 84
6. Bosnia ed Erzegovina 64
7. Sri Lanka 48
8. Ucraina 44
9. Bangladesh 39
10. Nigeria 38

## Cultura
Nel comune si registrano diverse realtà culturali, tra cui si segnalano la biblioteca, il Museo di Storia Naturale e l'Istituto Musicale intitolato a Tomaso Albinoni.

## Infrastrutture e trasporti

### Strade
È in fase di ultimazione la superstrada a pedaggio Pedemontana Veneta che inizierà a Montecchio Maggiore in corrispondenza dell'interconnessione con l'autostrada A4 e terminerà nel territorio comunale con un casello e con l'interconnessione con l'Autostrada A27.

### Ferrovie
Il comune è servito dalla Stazione di Spresiano, sulla linea Venezia-Udine.

## Amministrazione

### Sindaci dal 1985
| Periodo         | Periodo         | Primo cittadino    | Partito               | Carica                  | Note   |
| --------------- | --------------- | ------------------ | --------------------- | ----------------------- | ------ |
| 23 luglio 1985  | 1º giugno 1990  | Giuseppe Fava      | DC                    | Sindaco                 | [ 14 ] |
| 1º giugno 1990  | 12 giugno 1993  | Giuseppe Fava      | DC                    | Sindaco                 | [ 15 ] |
| 12 giugno 1993  | 24 aprile 1995  | Paolo Figini       | DC                    | Sindaco                 | [ 16 ] |
| 24 aprile 1995  | 14 giugno 1999  | Mauro Sordi        | Liga Veneta-Lega Nord | Sindaco                 | [ 17 ] |
| 14 giugno 1999  | 17 luglio 1999  | Mauro Sordi        | lista civica          | Sindaco                 | [ 18 ] |
| 17 luglio 1999  | 17 aprile 2000  | Pietro Signoriello | -                     | Commissario prefettizio |        |
| 17 aprile 2000  | 27 ottobre 2004 | Mauro Sordi        | lista civica          | Sindaco                 | [ 19 ] |
| 27 ottobre 2004 | 5 aprile 2005   | Cristiano Belliato | lista civica          | Vicesindaco             | [ 20 ] |
| 5 aprile 2005   | 30 marzo 2010   | Cristiano Belliato | lista civica          | Sindaco                 | [ 21 ] |
| 30 marzo 2010   | 31 maggio 2015  | Riccardo Missiato  | lista civica          | Sindaco                 | [ 22 ] |
| 31 maggio 2015  | in carica       | Marco Della Pietra | lista civica          | Sindaco                 |        |

## Sport
A Lovadina si trova il "Lago Le Bandie", un centro sportivo ricavato da una cava realizzata negli anni 1970 durante la costruzione dell'autostrada A27. È costituito da un grande bacino cui sono annessi spazi verdi e impianti sportivi, rivolti particolarmente al nuoto (esiste una palestra con piscina olimpionica) e al ciclismo.
Nel 2008 il centro ha ospitato i campionati italiani estivi di nuoto e i campionati mondiali di ciclocross, mentre nel 2009 vi si sono svolti i campionati italiani di nuoto pinnato e la coppa del mondo di ciclocross.